# ビジャ・ウルキーサ
ビジャ・ウルキーサ(Villa Urquiza)は、アルゼンチンの首都ブエノスアイレス特別区の北西部にある地区（バリオ）である。コムーナ12に属しており、2001年の人口は89,360人である。地区の日は毎年10月2日である。

## 地理
ウルキーサ地区は標高約40m（約130ft）の台地上にある。ビジャ・プエイレドン地区、ベルグラーノ地区、ビジャ・オルトゥサル地区、コグラン地区、サーベドラ地区、アゴロノミア地区と接しており、コンスティトゥジェンテス通り、クリソロゴ・ララルデ通り、ガルバン通り、ヌニェス通り、トロナドール通り、ローズヴェルト通り、ロムロ・S・ナオン通り、ラ・パンパ通りが他地区との境界となっている。
古い一軒家とアパートが共存する居住地区であり、落ち着いた通り、何本かの高速交通路、混雑した通り、住民の生活に安らぎを与えるいくつかの公園がある。1902年に開業した鉄道のミトレ線が地区内を通っている。2010年にはブエノスアイレス地下鉄のB線がビジャ・ウルキーサまで延伸し、ダウンタウンへの通勤者のベッドタウンとしての地区の魅力を高めた。

## 歴史

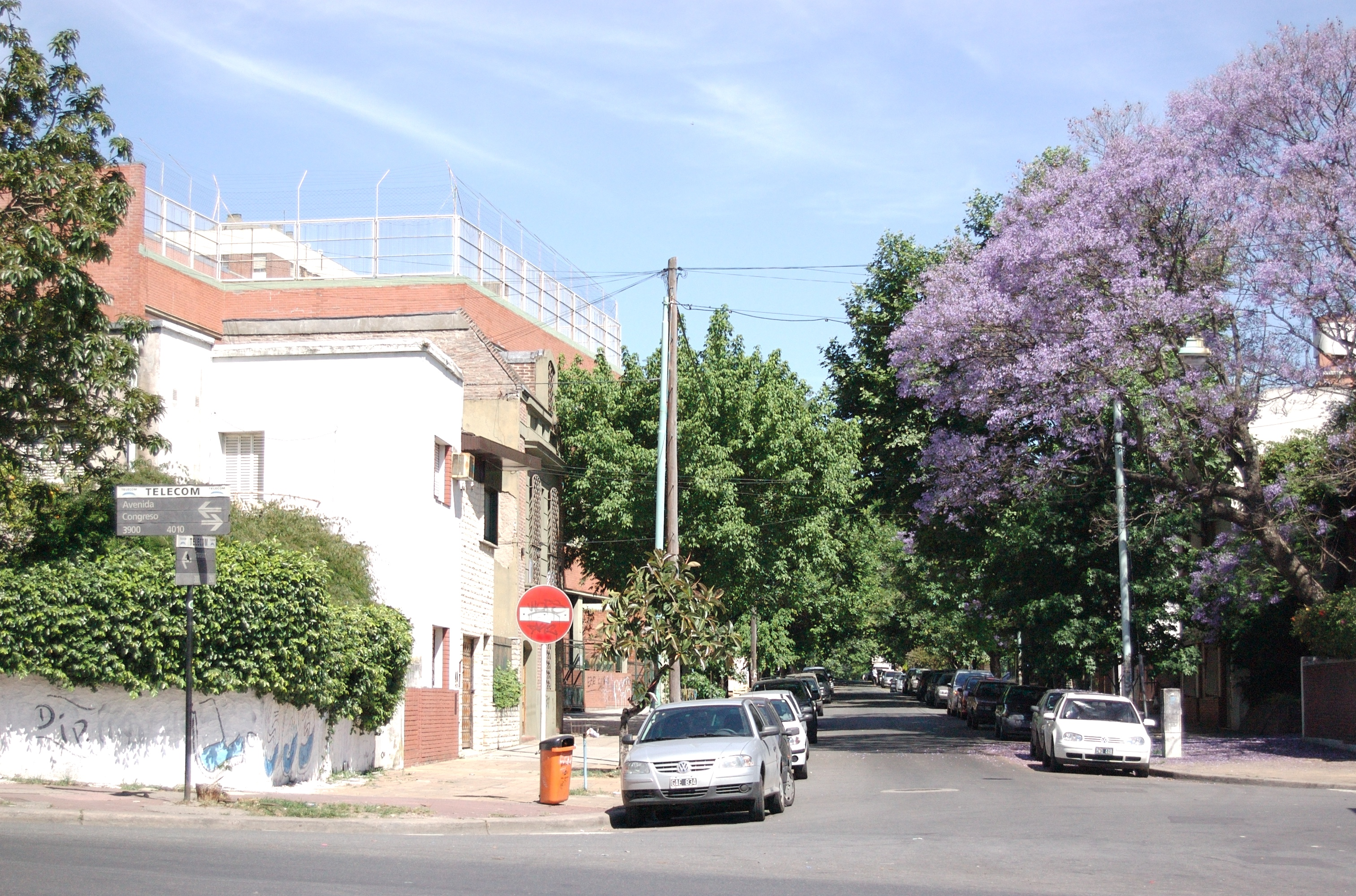
トロナドール通りとコングレッソ通り角の住宅街

当初、現在のウルキーサ地区域はビジャ・カタリナス、ビジャ・マッシーニ、ビジャ・モデーロの3つの小地区で構成されていた。ビジャ・ウルキーサの建設者はフランシスコ・セーベルである。セーベルはアルゼンチンとパラグアイが戦った三国同盟戦争に参加し、1889年から1890年にはブエノスアイレス市長を務め、ブエノスアイレス西部鉄道の社長や商人でもあった。非常に標高が低いダウンタウンにカタリナス波止場という会社を所有していたセーベルは、カタリナスに土砂を運搬して土地造成するためにこの一帯の土地を購入し、主にエントレ・リオス州出身者が従事して造成が行なわれた。造成が完了した1901年、同州の英雄であるフスト・ホセ・デ・ウルキーサに因んだ名称への改名を要請し、この地区の名称がビジャ・ウルキーサとなった。

## 文化
スンデルランドやクラブ・シン・ルンボなどのミロンガ（タンゴ・ダンス場）、アルゼンチン・ロックの先駆者であるリット・ネビアのメロペア・レコーズなどが地区内にある。首都圏フットサル・トーナメントで3連覇を遂げたクラブ・ピノーチョが地区内に本拠地を置いている。